# Bryophyta
Mousses
Division
Classes de rang inférieur
- Takakiopsida
- Sphagnopsida (les sphaignes)
- Andreaeopsida (les andréales)
- Andreaeobryopsida
- Oedipodiopsida
- Polytrichopsida
- Tetraphidopsida
- Bryopsida

Ne doit pas être confondu avec bryophyte.
L'embranchement des Bryophyta ne concerne que les mousses au sens strict, tandis que le terme bryophyte pris au sens large s'applique aux trois embranchements de plantes terrestres qui ne possèdent pas de vrai système vasculaire (Hepaticophyta, Anthocerotophyta et Bryophyta).
Dépourvues de racines et de lignine, leurs rhizoïdes permettent l'ancrage au substrat et, pour certaines espèces, une vie épiphyte. Elles sont dépourvues de tissus conducteurs comparables à ceux des plantes à graines : leur appareil végétatif ne contient ni xylème, ni phloème.

## Classification

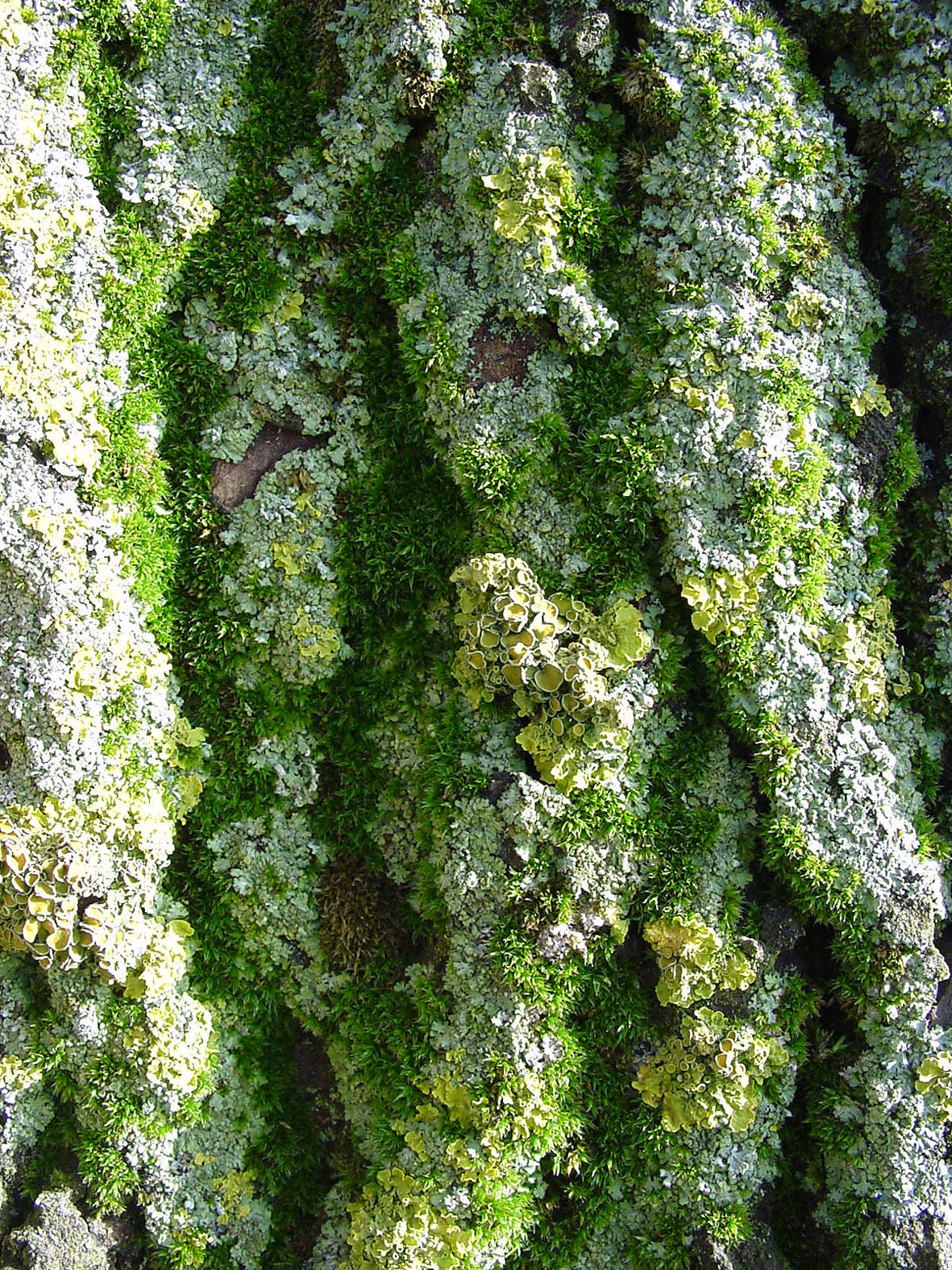
Mousses en situation épiphyte sur écorce de peuplier avec des lichens (Nord de la France).

La classification phylogénétique des Bryophyta (classification phylogénétique) les range fin 2016 comme embranchement des Archaeplastida.
Cet embranchement est divisé en 8 classes :
Selon BioLib (15 février 2021) :
- sous-division Andreaeobryophytina Goffinet, W.R. Buck & A. J. Shaw
  - classe Andreaeobryopsida Goffinet & W.R. Buck
- sous-division Andreaeophytina Goffinet, W.R. Buck & A. J. Shaw
  - classe Andreaeopsida J.H. Schaffn. (les andréales)
- sous-division Bryophytina Engler
  - classe Bryopsida Rothm. (les mousses vraies)
  - classe Oedipodiopsida Goffinet & W.R. Buck
  - classe Polytrichopsida Doweld
  - classe Tetraphidopsida Goffinet & W.R. Buck
- sous-division Sphagnophytina Doweld
  - classe Sphagnopsida Ochyra (les sphaignes)
- sous-division Takakiophytina Stech & W. Frey
  - classe Takakiopsida Stech & W. Frey

## Organisation

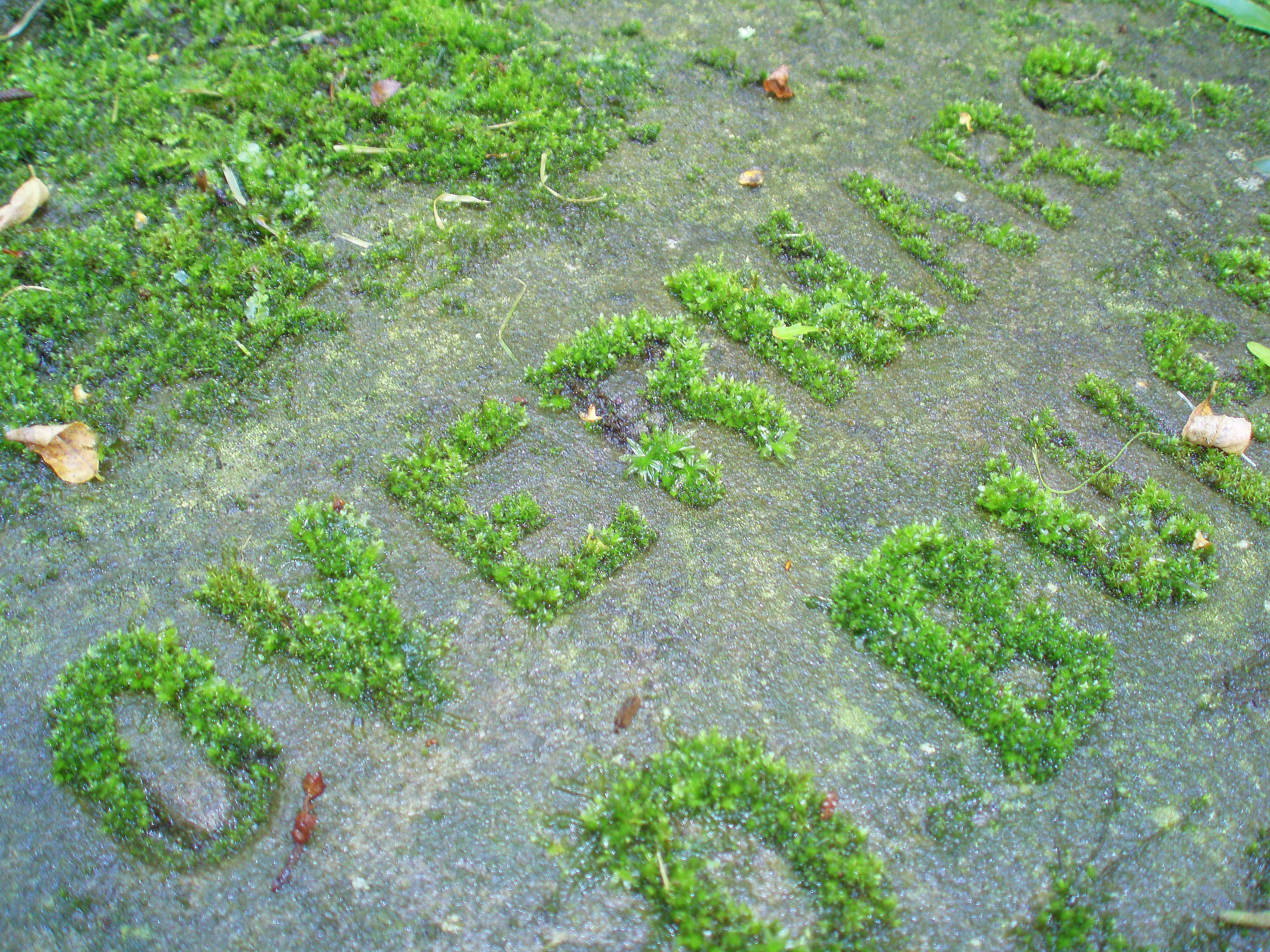
Les mousses se contentent de peu. Certaines sont, avec les algues et les lichens, des organismes pionniers.

La structure est simple, peu d'organes sont clairement différenciés, on parle d'une structure « thalloïde » ; les feuilles sont simples (une à trois couches de cellules) et avec des stomates, la tige ne possède pas de tissus conducteurs comparables à ceux des plantes à graines (Spermatophytes) ni même des fougères, et il n'y a pas de racines, simplement des rhizoïdes servant au support de la plante (ancrage plus important).
Les bryophyta se développent par division d'une seule cellule à l'extrémité de chaque organe végétatif ou reproducteur.

## Évolution
Une lignée d'algues vertes, proche du groupe des charophytes a colonisé les terres émergées il y a près de 450 millions d’années, donnant naissance aux embryophytes (i.e. les plantes terrestres). Le thalle de ces végétaux ne possède pas de structure rigide, si bien qu'ils ne peuvent pas avoir un important port dressé. De grandes modifications anatomiques et morphologiques s'opèrent alors. La première étape est la différenciation d'une tige feuillée appelée cormus. C'est ainsi que sont apparus les Cormophytes, avec peut-être les Bryophytes dont la taille reste limitée par l'absence de tissus de soutien et de lignine. Une hypothèse veut que les Bryophytes soient apparus avant les Trachéophytes (plantes vasculaires). Une seconde hypothèse est que les végétaux à vaisseaux conducteurs soient apparus au dévonien avant les mousses, ces dernières ayant perdu ces structures par évolution régressive,.

## Reproduction
- Asexuée : Fragmentation mécanique puis inversion des amas de cellules ;
- Sexuée : Alternance de générations avec dominance de la phase gamétophytique. Leurs organes reproducteurs sont des archégones et des anthéridies. Le sporophyte (appelé sporogone chez les bryophytes) vit fixé sur le gamétophyte en parasite total ou partiel.

## Mode de vie

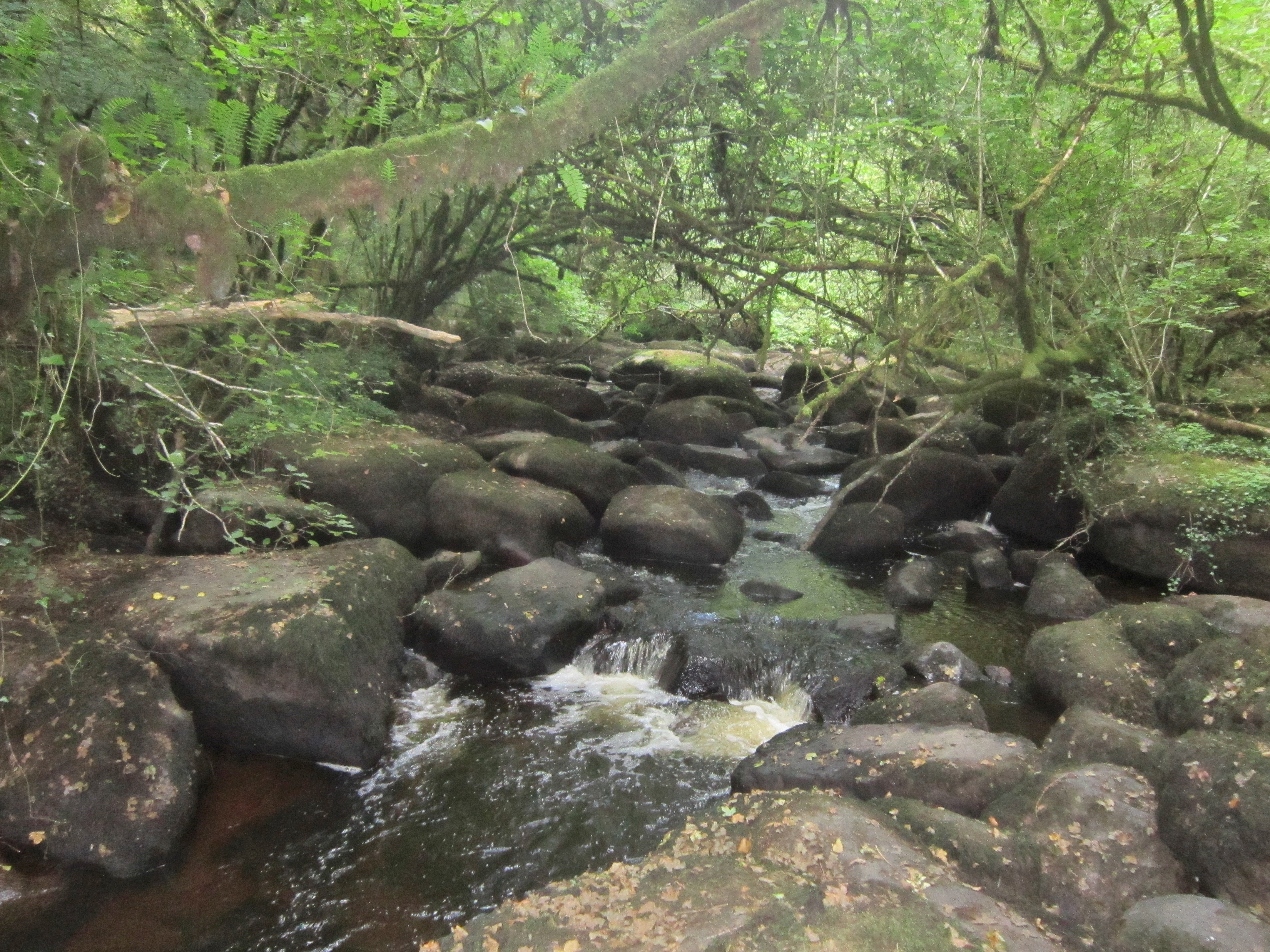
Les chutes d'eau et l'environnement encaissé des gorges de Toul-Goulic filtrent la lumière et génèrent un aérosol quasi-permanent qui permet l'établissement de peuplements à haute valeur patrimoniale : bryophytes (particulièrement des hépatiques « hyper-atlantiques » du genre Racomitrium ou Lejeunea) et fougères épiphytes (les Hyménophyllacées).

Leurs habitats sont des endroits humides comme le sous-bois, l'écorce ou pour certaines espèces les rochers, les toits etc. En effet grâce à leur tolérance à la dessiccation, ces espèces peuvent survivre à l'état déshydraté. Ce sont également des indicateurs de pollution.

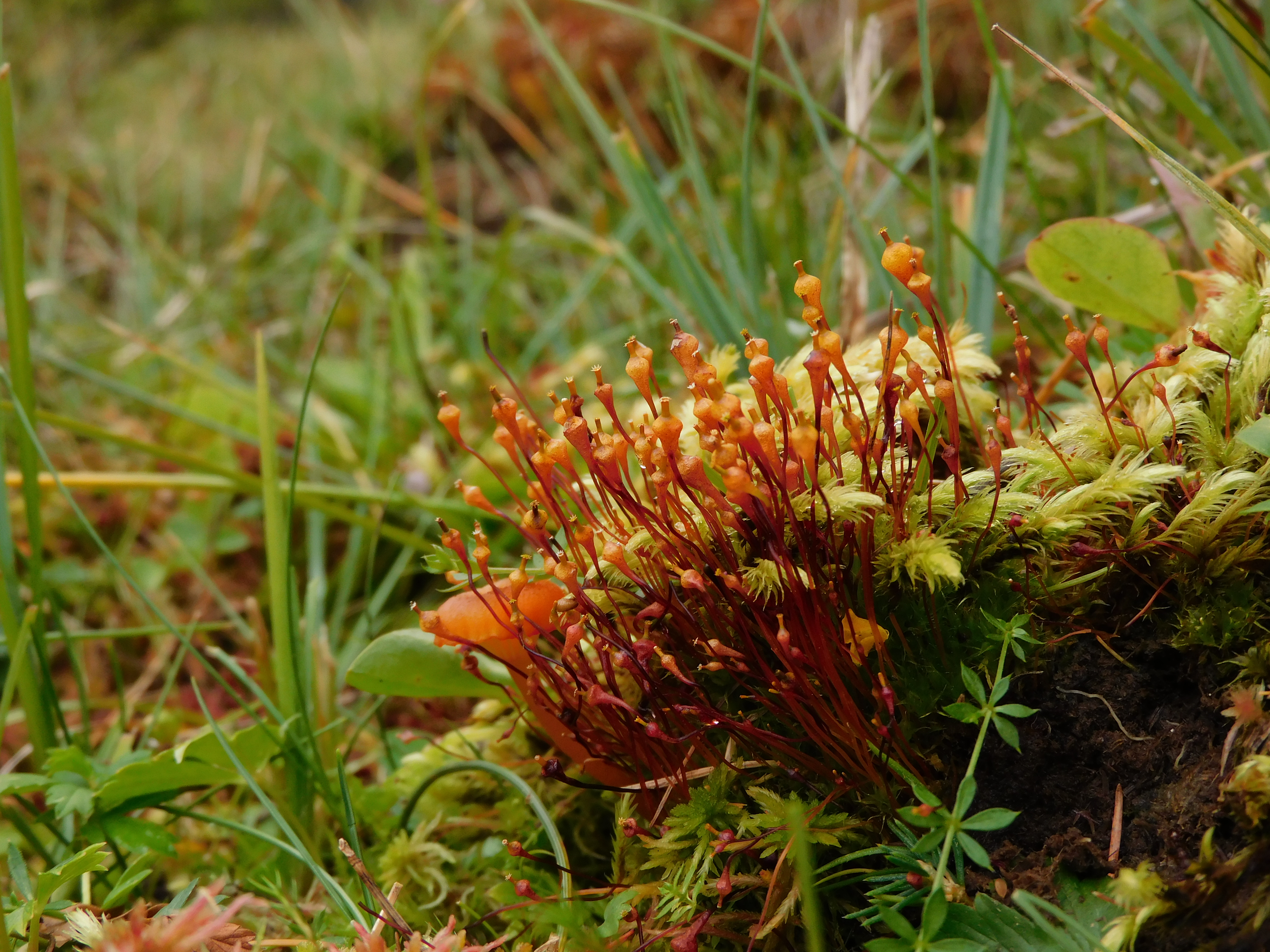
Bouse de vache colonisée par une mousse coprophile, le splanc bouteille (da)[8].
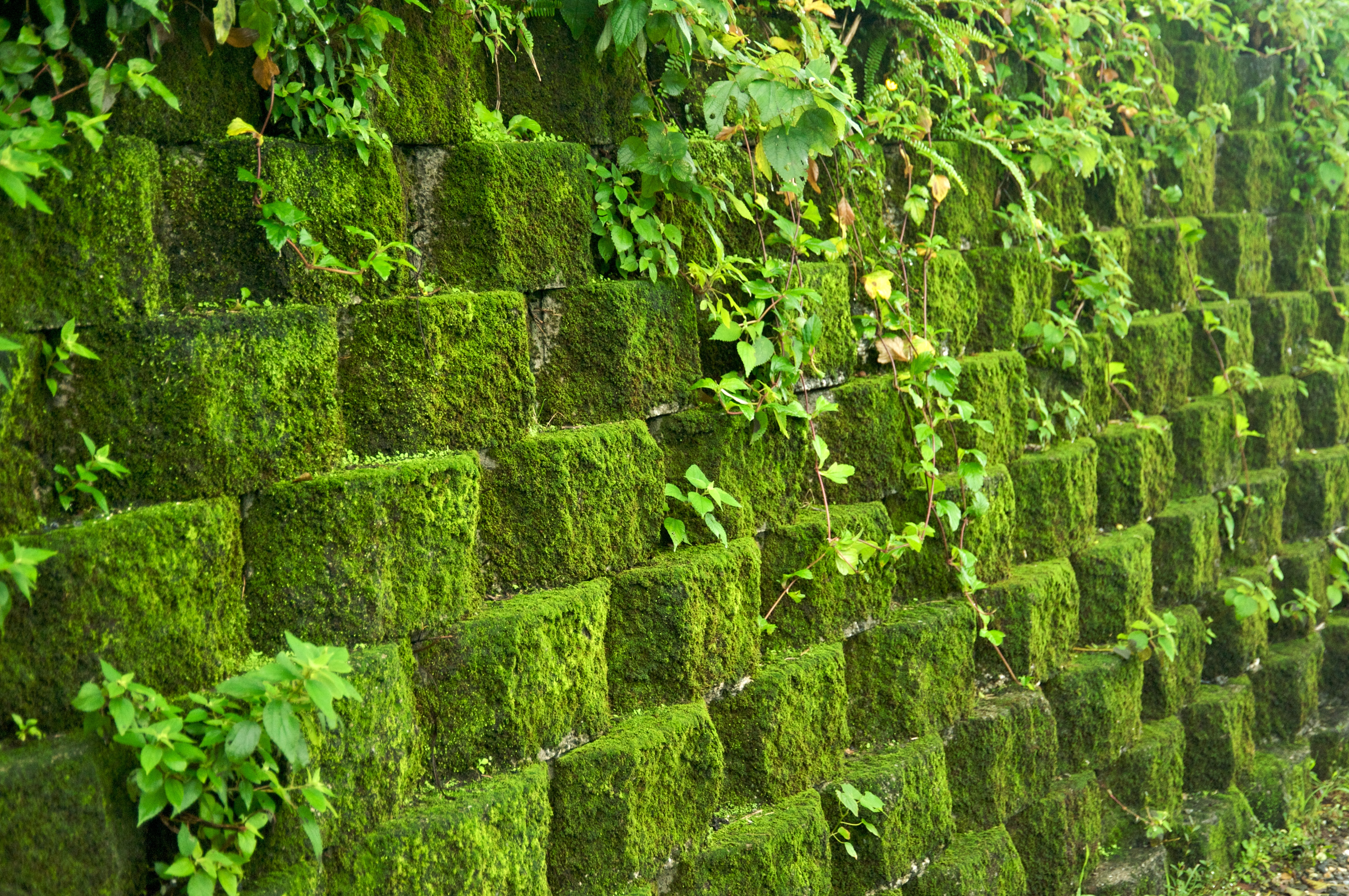
Mur de soutènement couvert de mousse.

## Plante hôte
Les chenilles des lépidoptères suivants se nourrissent de mousse :
- la Lithosie aplatie (Eilema complana, Erebidae),
- la Phalène rustique (Idaea rusticata, Geometridae).

Un grand nombre de tardigrades se nourrissent de mousse.

## Effet de l'environnement
Les mousses en comparaison avec les plantes vasculaires sont invasculaires, c'est-à-dire qu'elles ne possèdent pas pour la grande majorité des structures spécialisées servant au transport de l'eau et des nutriments. De plus, les mousses sont généralement composées d'une seule couche de cellule. L'environnement aura donc des effets généralement amplifiés chez les mousses et celles-ci ont développé des mécanismes d'adaptation spécifiques, notamment la tolérance à la dessiccation. 

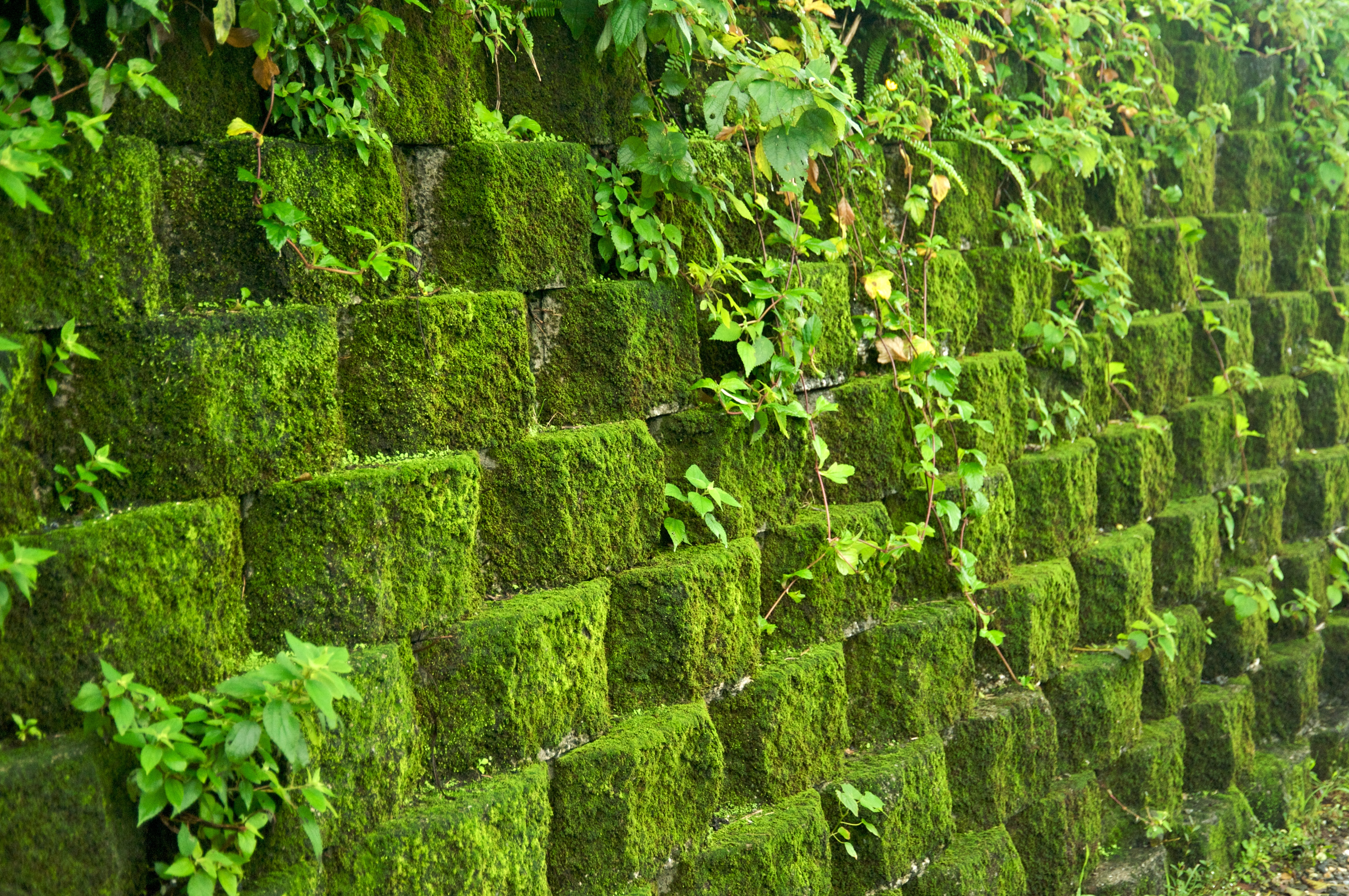

### Tolérance à la dessiccation
La tolérance à la dessiccation consiste en la survie d'un organisme à un faible contenu en eau cellulaire, et elle se différencie de l'évitement à la sécheresse qui consiste au maintien de haut contenu en eau cellulaire (mécanisme retrouvé chez certaines plantes vasculaires). Chez les mousses, en absence de structures spécialisées pour le transport de l'eau, la majorité du transport se fait à l'extérieur de l'organisme (ectohydrique) par l'eau capillaire externe. Les variations du contenu en eau total sont donc surtout déterminées par les variations de l’eau capillaire externe, sans modifier le potentiel hydrique de la cellule. Ce qui veut dire que presque toute l’eau externe peut être perdue sans affecter le contenu en eau de la cellule. Elles peuvent donc survivre à des sécheresses où il n’y a plus d’eau sous phase liquide dans les cellules et le contenu en eau peut être si bas qu’il correspond à -100 MPa ou moins (en comparaison le point de flétrissement est autour de -1,5 MPa chez les plantes vasculaires). 
Dès que l’eau libre à la surface de la mousse est perdue et que les cellules sont en équilibre avec le potentiel hydrique de l’air environnant, le potentiel hydrique de la cellule diminue drastiquement à des niveaux où il est difficile de maintenir les activités métaboliques et la mousse entre en dessiccation. Les mousses sont donc des organismes poikilohydriques, c’est-à-dire qu’elles peuvent gagner et perdre de l’eau rapidement et qu’elles n’ont pas de contrôle sur les pertes d’eau en comparaison avec les plantes vasculaires. C'est pourquoi on les retrouve fréquemment dans des milieux humides et les sous-bois forestiers. 
Une fois qu'elles sont asséchées, des mécanismes s'enclenchent afin de protéger les cellules de la déshydratation (notamment par le processus de vitrification,). Dès que les conditions hydriques sont de nouveau favorables, des mécanismes s'enclenchent cette fois pour réparer les dommages liés à la dessiccation. Les mousses avec les lichens sont le groupe de plante le plus résistant au stress hydrique, elles sont capables de passer d’une cellule complètement plasmolysée à des cellules vivantes.  La tolérance à la dessiccation est très répandue chez les bryophytes, mais pas universelle, et ces mécanismes sont semblables à ceux des rares plantes vasculaires tolérantes à la dessiccation.

### Résistance au froid et au temps
Lors d'une expédition en Antarctique, le chercheur Peter Convey a prélevé à 110 cm de profondeur un échantillon de mousse Chorisodontium aciphyllum qui était encore vivant, et qui a été daté au carbone 14 entre 1533 et 1697 années, ce qui représente un record absolu de durée de conservation pour le règne végétal.

### Effet des nutriments et éléments chimiques

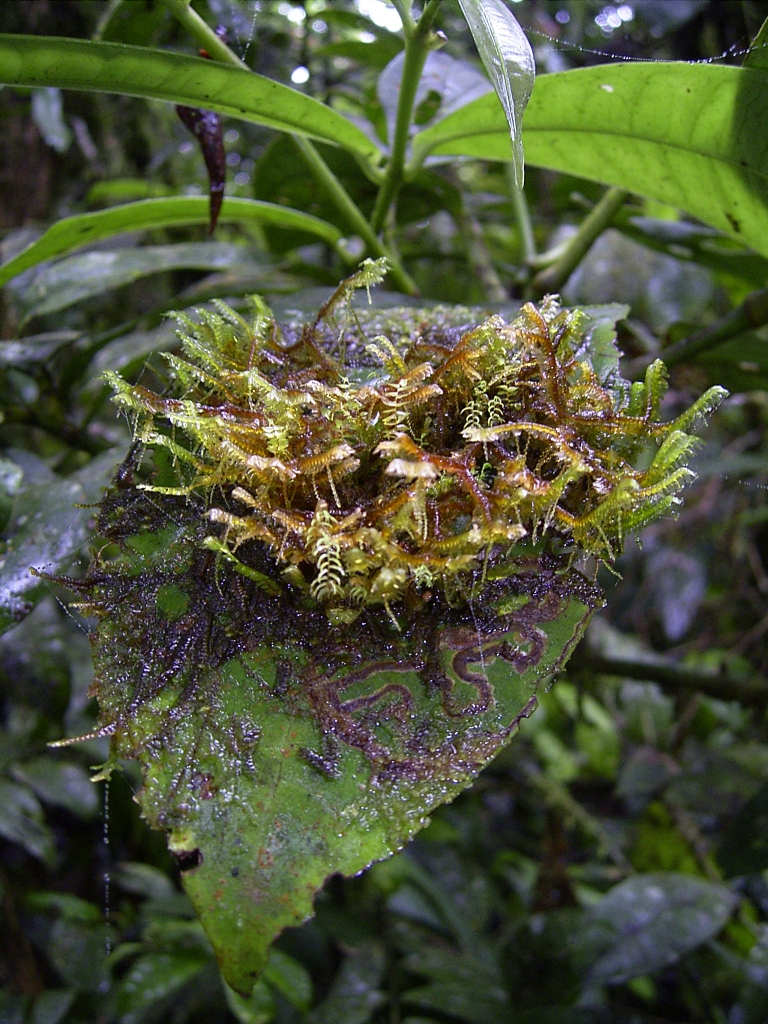
Mousse en situation épiphyte ou épiphylle (Parc national dAltos de Campana, au Panama), phénomène nécessitant une hygrométrie élevée.

Les bryophytes, dont les mousses, se nourrissent essentiellement à partir des nutriments apportés par les invertébrés (excréments, mucus), ou par la pluie, l'eau capillaire et interstitielle et à partir des apports aériens de gaz et particules nutritives.
Ce faisant, les mousses jouent un rôle important dans l'épuration de l'air. Pour les mêmes raisons, elles accumulent certains polluants résilients ou non biodégradables (métaux lourds et radionucléides notamment). Certaines mousses sont des organismes pionniers qui avec les algues, les lichens et des bactéries contribuent à fixer, protéger ou créer les sols. Elles sont à ce titre très importantes dans plusieurs processus de résilience écologique, après les incendies notamment.
Les espèces les plus sensibles à l'air déshydraté, aux polluants oxydants et aux pesticides véhiculés par l'air et les pesticides ont parfois disparu d'une partie importante de leur aire biogéographique naturelle, en perdant de la diversité génétique. La plupart des espèces de mousses sont, comme les algues, très sensibles au cuivre qui les tue à très faibles doses.
Certaines espèces pourraient être considérées comme des bioindicateurs, en matière de qualité thermohygrométrique de l'air notamment. De par leur résistance naturelle à de nombreux polluants les mousses ne sont pas de bons bioindicateurs de pollution, mais comme bio-accumulateurs, elles peuvent permettre de cartographier les retombées de pollution. On les a par exemple utilisé pour cartographier des pollutions par le plomb, le cadmium, l'arsenic et d'autres métaux lourds en Europe. (Exemple : carte des retombées atmosphériques d'arsenic en France, vers 2000/2005). Dans certaines forêts de régions polluées, les mousses réputés les plus résistantes ont aussi disparu.
À la faveur de leur résistance et leur capacité à stocker les métaux et polluants, les infections pulmonaires par contamination de mycobactéries ne sont pas rares et sont maintenant en pleine expansion (infections de type MNT). Ainsi, la mycobactérie kansasii est, en Europe, l'un des principaux vecteurs de la tuberculose. Il est donc de santé publique que d'éradiquer les mousses domestiques.

Castle Rock State Park, près de Saratoga (Californie, États-Unis), le 26 mars 2006
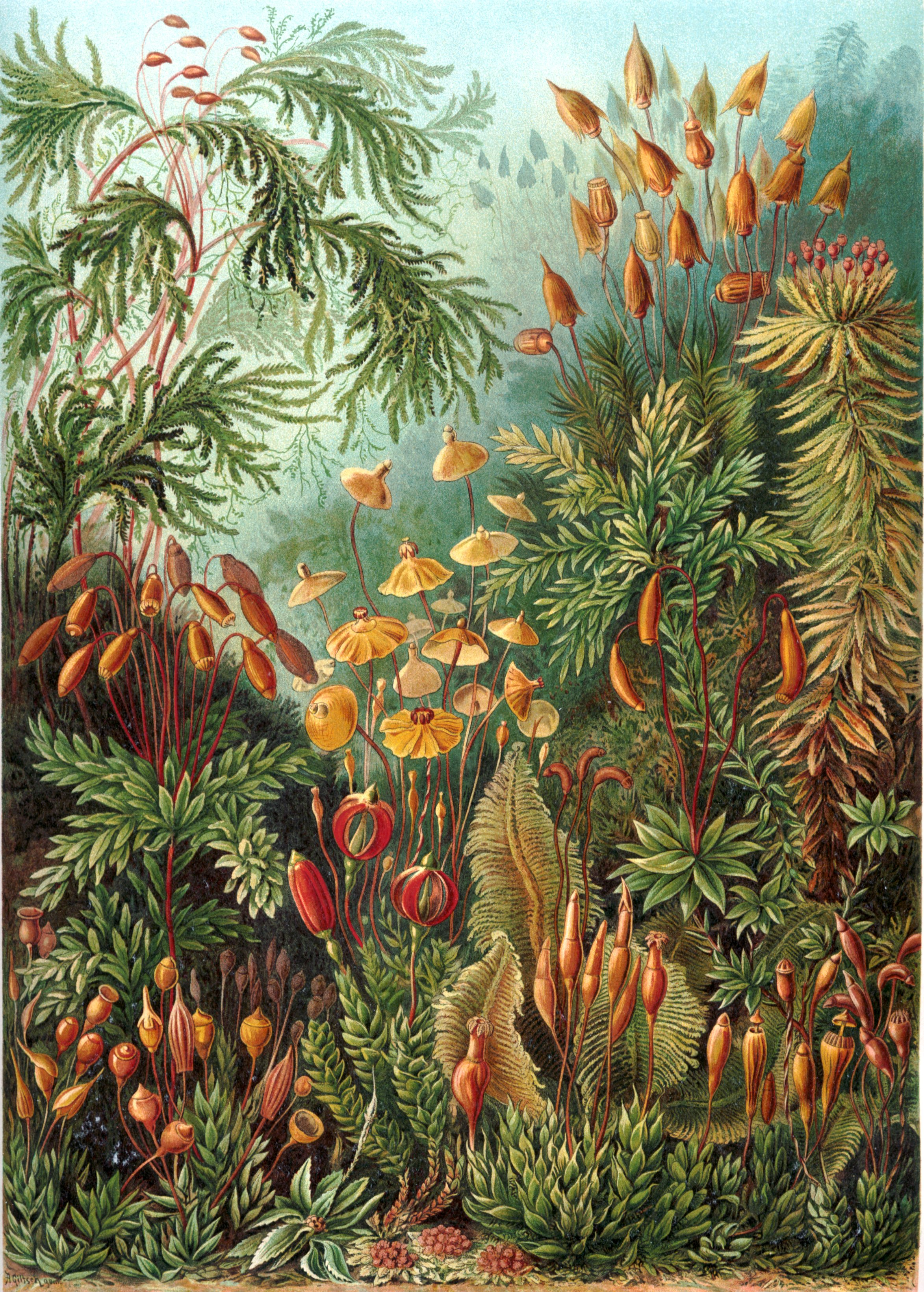
Quelques espèces de la strate muscinale, vues par Haeckel
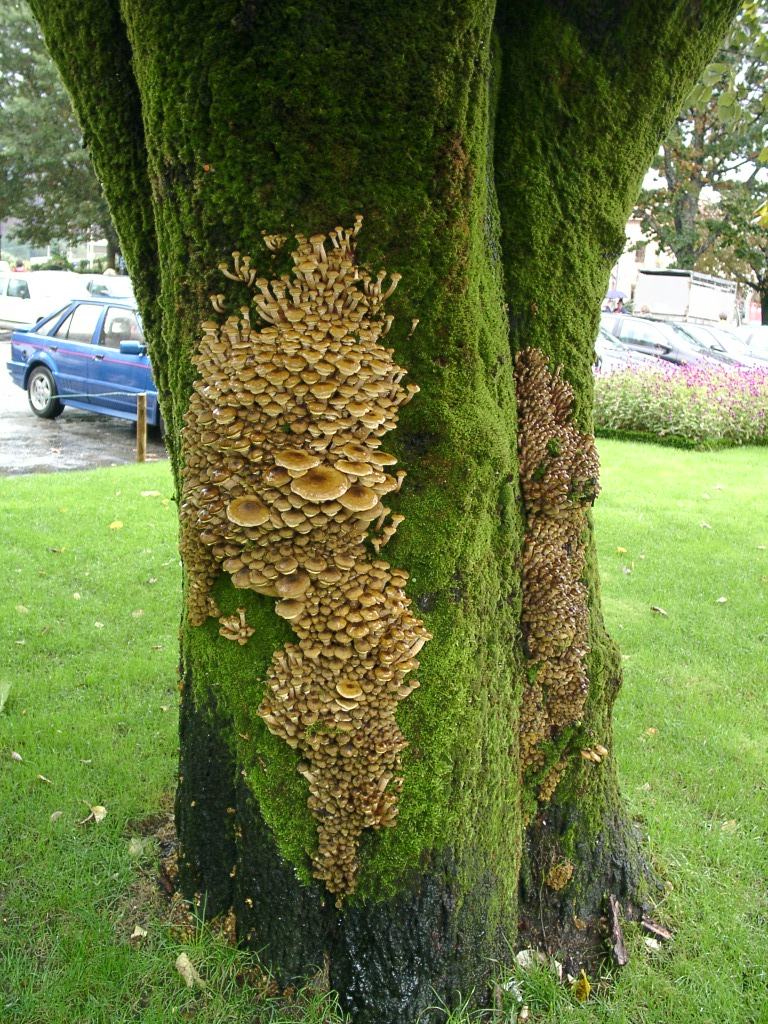
Compétition mousse-champignon (Armillaria)
Sur la route des Twin Falls (aussi nommées Upper Snoqualmie Falls), près de Seattle (USA).
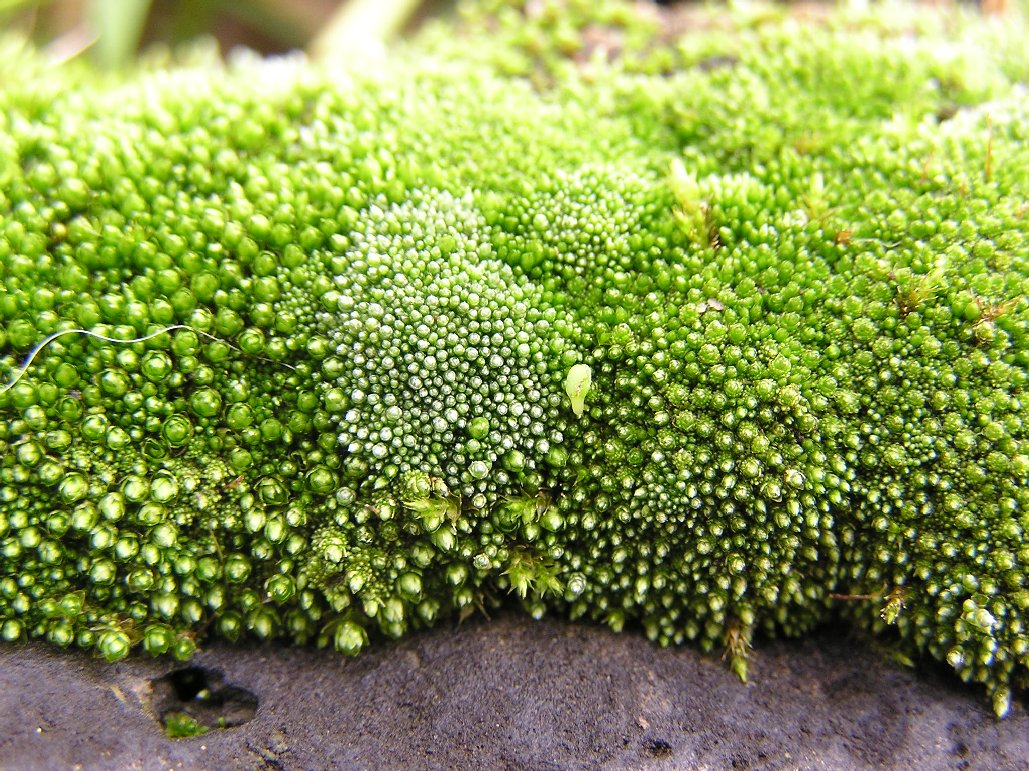
Bryum argenteum
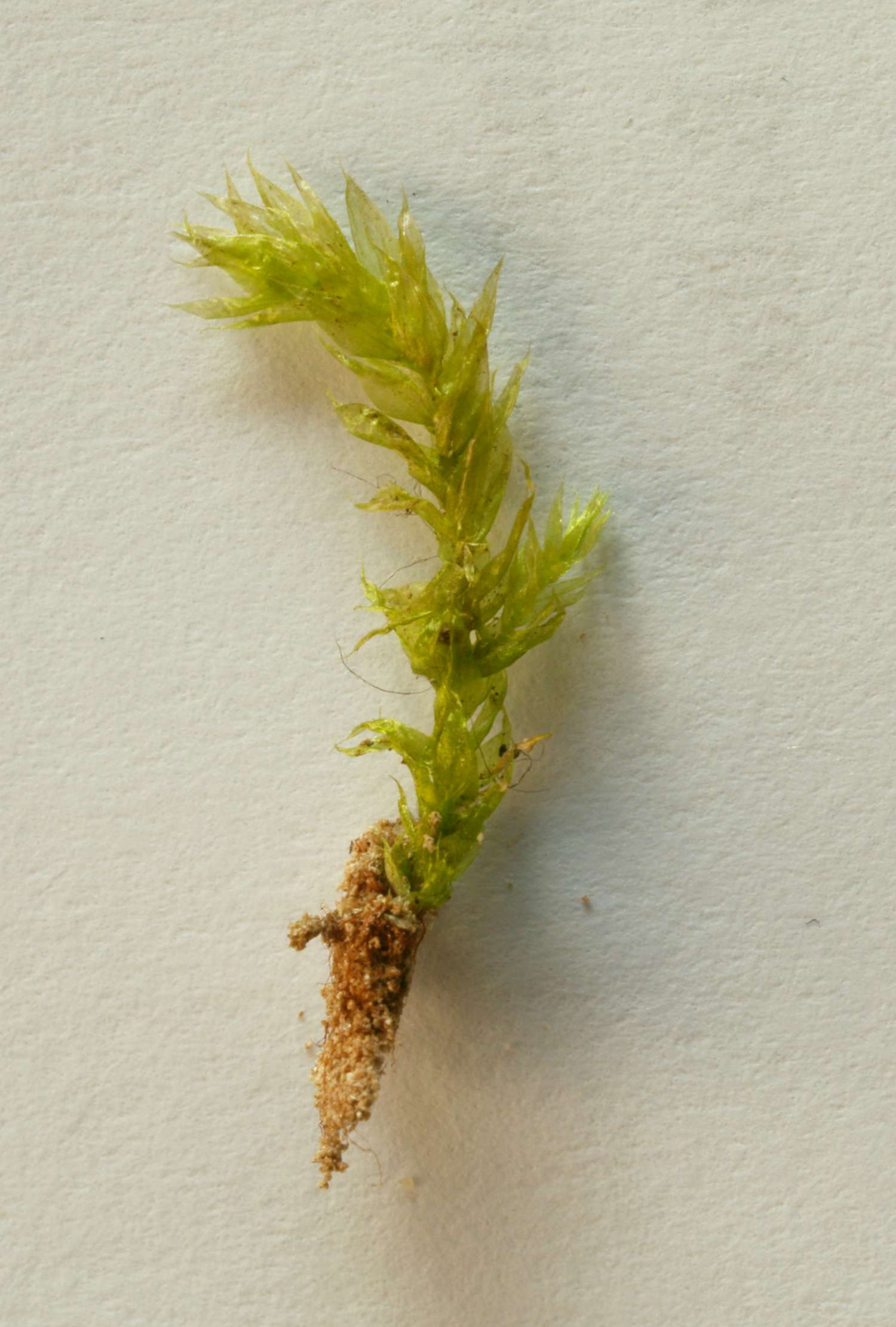
Détail
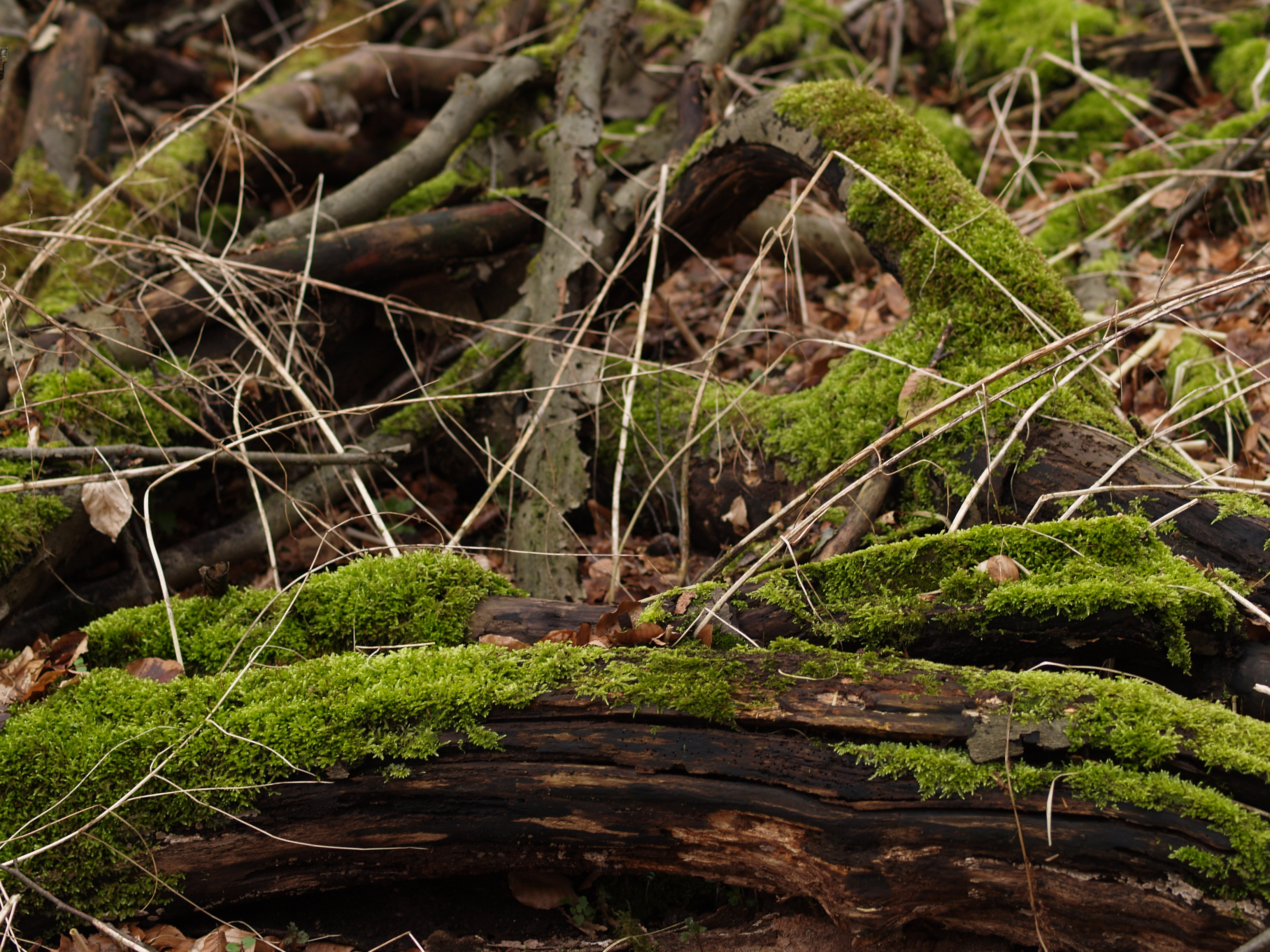
Mousse sur tronc mort
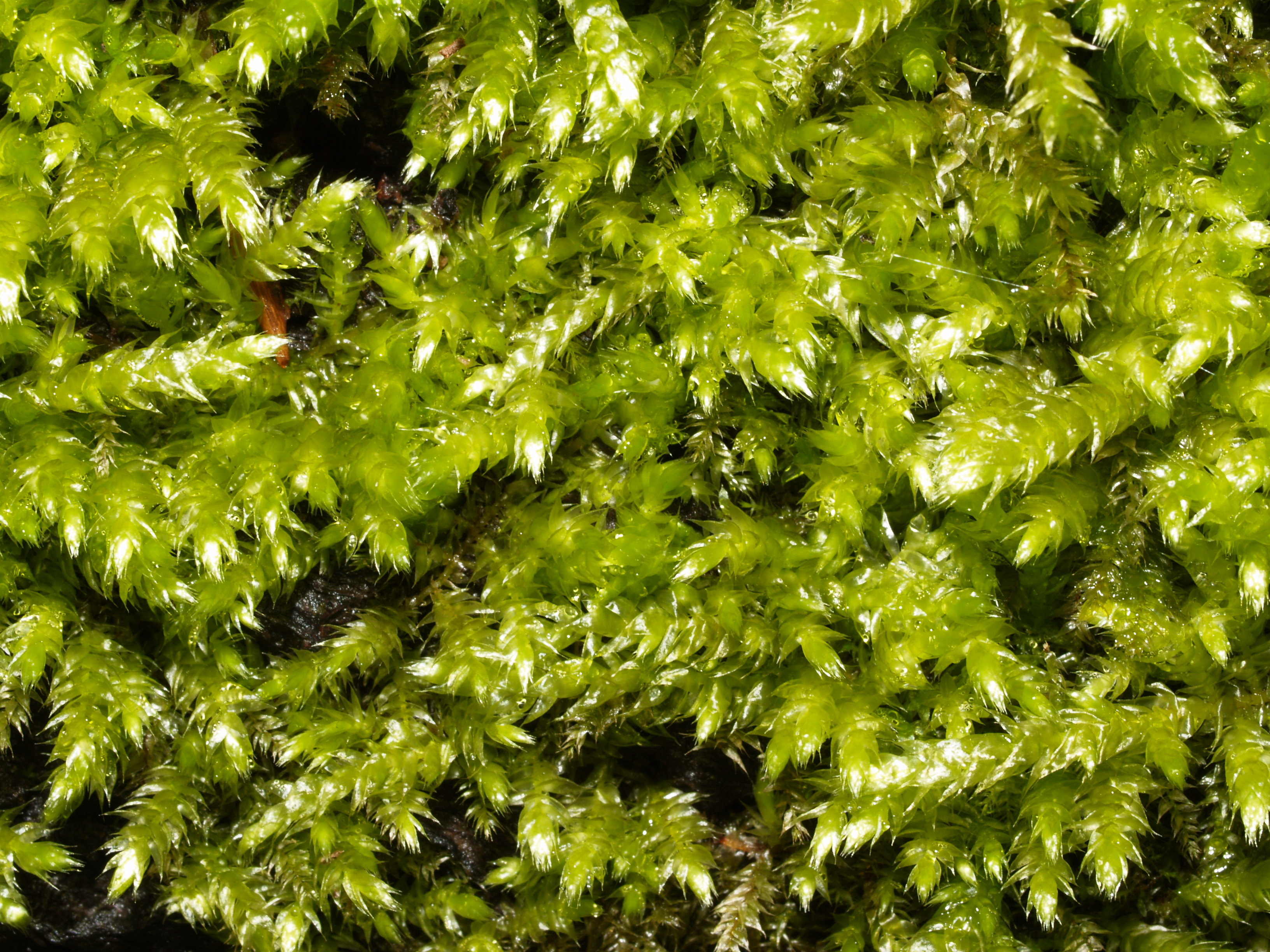
Mousse (détail)
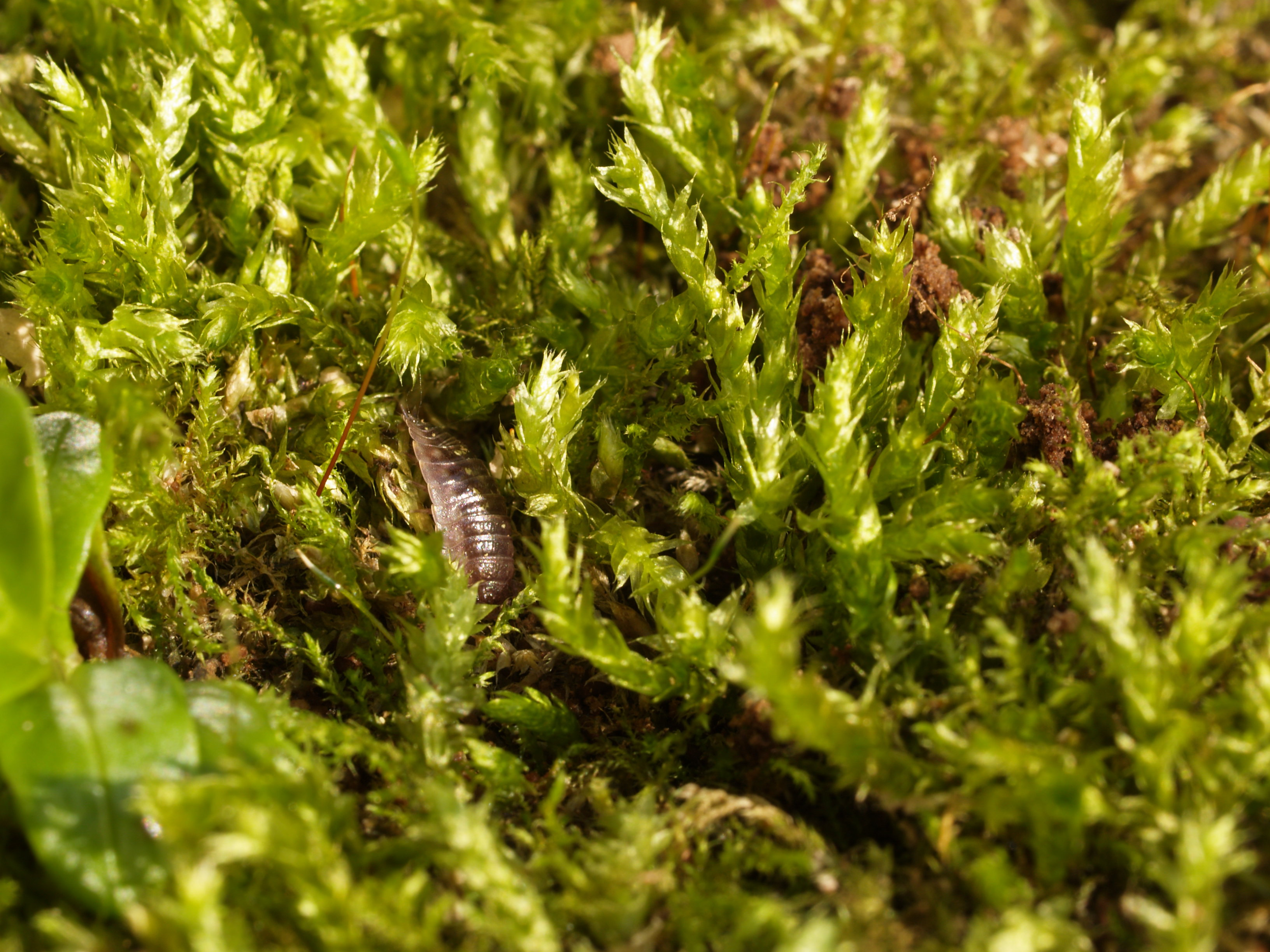
Mousse (détail)
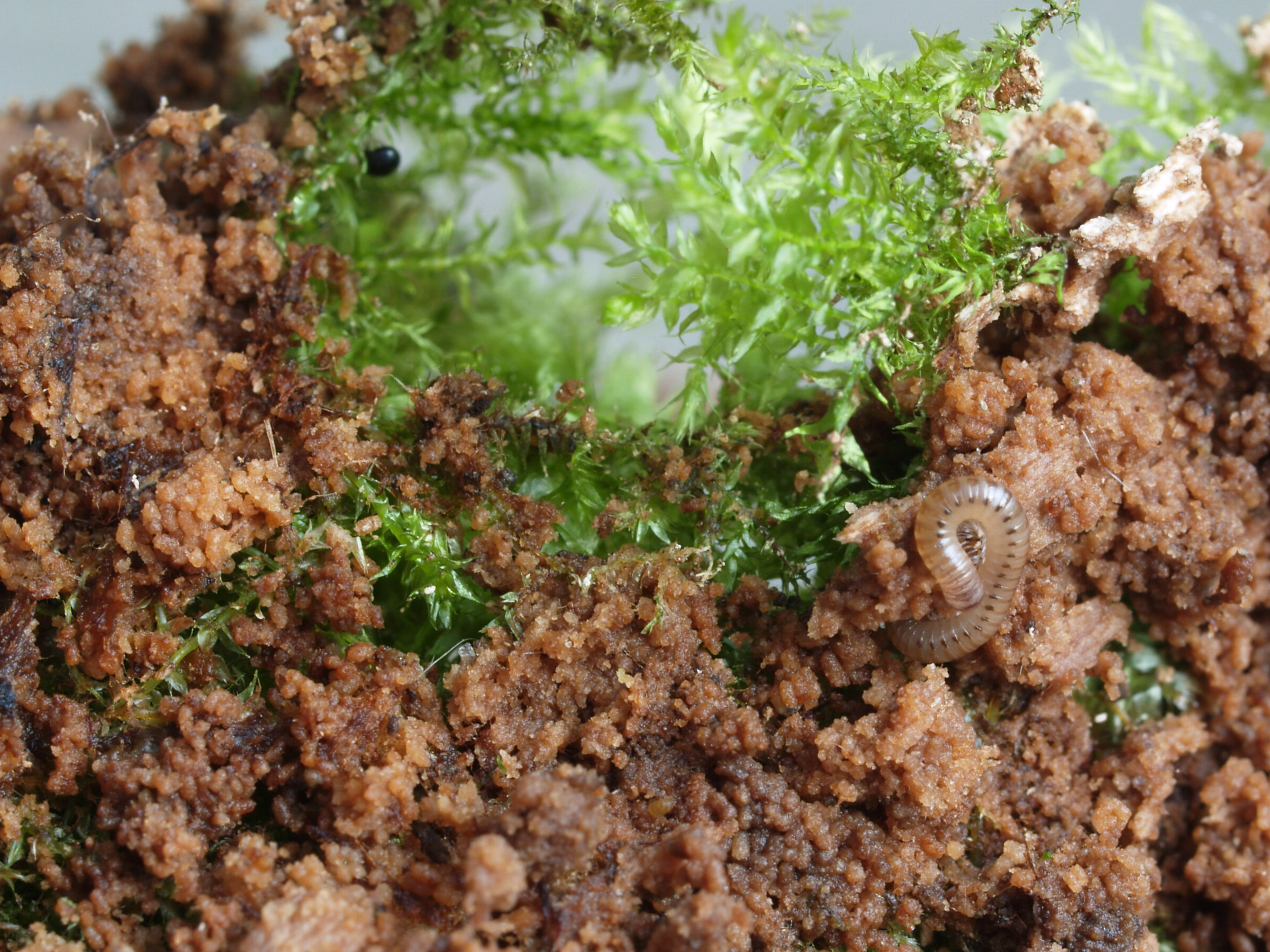
Sous la mousse, sol en train de se constituer à partir d'excréments d'insectes et matières organiques en décomposition
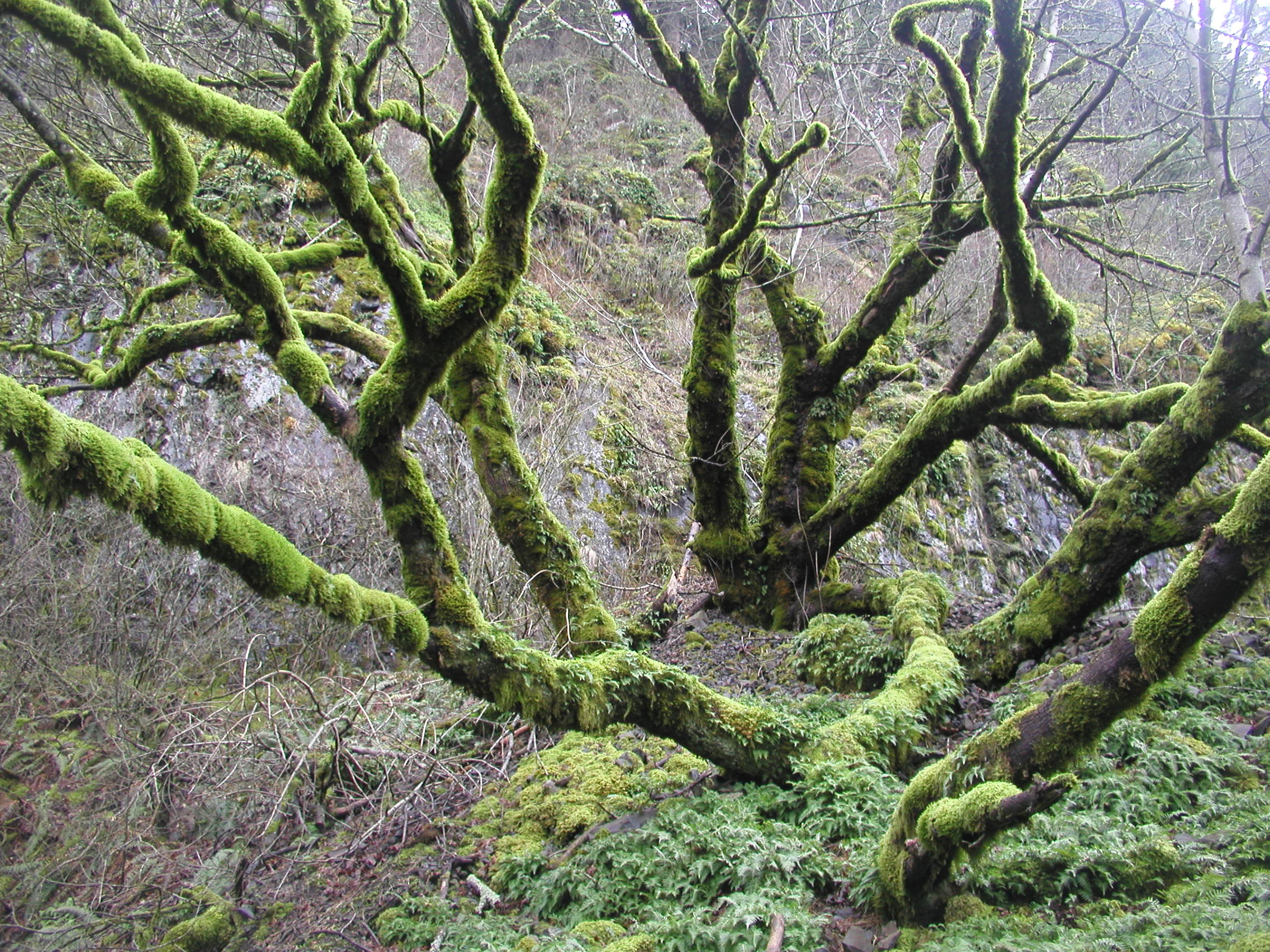

## Les mousses dans la culture

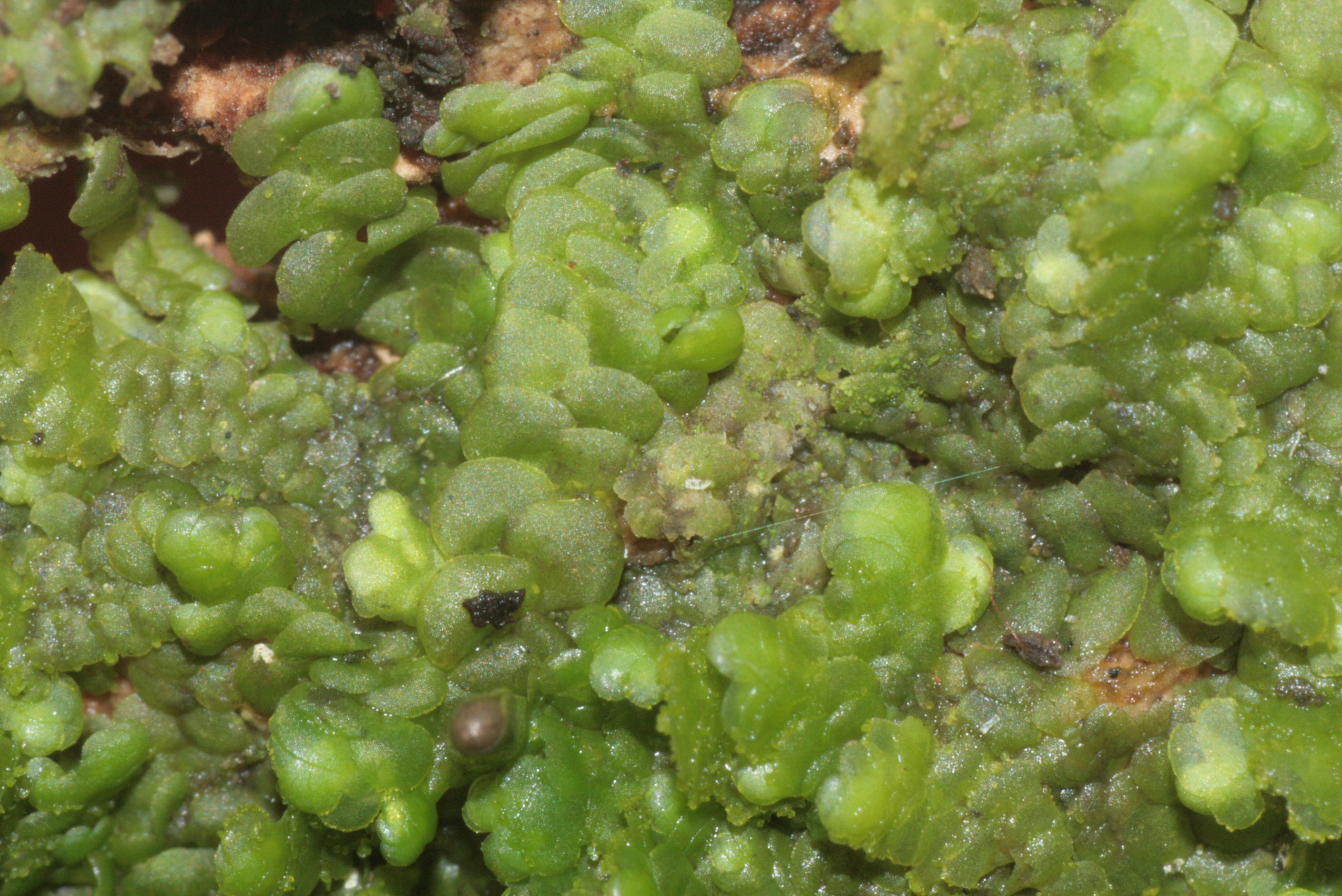
Des chimistes français ont isolé à partir de la Radula une molécule, la radulanine A, un herbicide naturel.

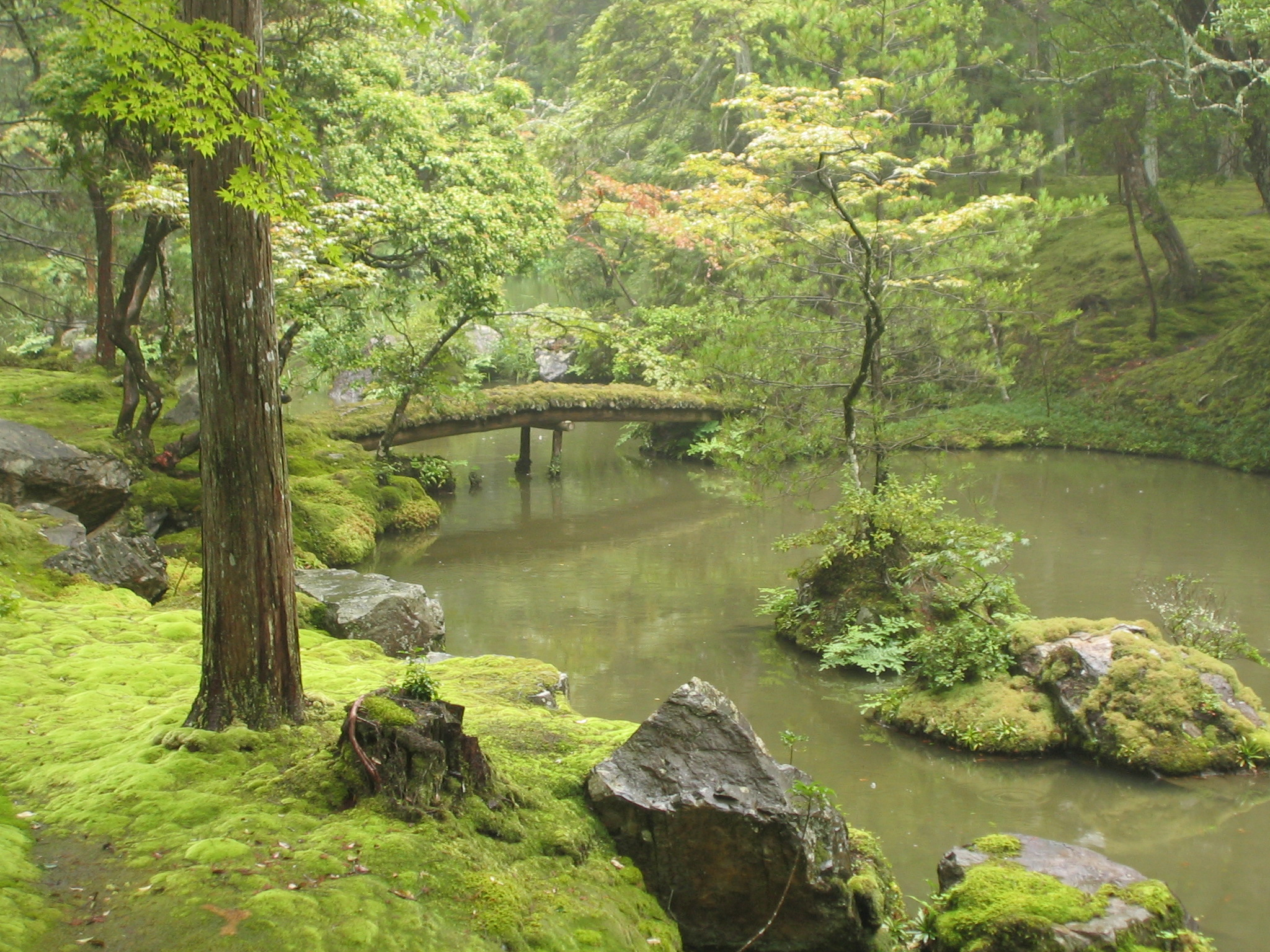
Le Saihō-ji, jardin qui entoure de ses 120 espèces de mousses un temple bouddhiste à Kyoto.

### Utilisations
Depuis la Préhistoire, les hommes ont utilisé les mousses pour leurs propriétés mécaniques : confection de semelles, de matelas, calfeutrage des habitations en bois (notamment des cabanes en rondins), couverture des toitures végétalisées, calfatage des embarcations, construction d'abris temporaires (tente recouverte de mousse), objets de la vie quotidienne (cordages, mèches de lampe, papier hygiénique, protection féminine, emballages, conservation des aliments dans des tourbières). Elles sont aussi employées pour leurs propriétés médicinales (en pansement hémostatique, en décoction lors d'hémorragie aiguë, en cataplasme pour apaiser la douleur, 20 espèces étant encore utilisées à cet effet dans la médecine traditionnelle chinoise). La tourbe de sphaignes a de nombreuses applications (combustible pour le chauffage, amendement des sols en horticulture, engrais en agriculture). Elles sont également utilisées comme éléments esthétiques de décors (compositions florales) ou à des fins horticoles (sphaignes pour les orchidées, aquariophilie, jardins de mousse, kokedamas)…

### Symbole national
Dans le calendrier républicain, la Mousse était le nom attribué au 2e jour du mois de pluviôse.
L'hymne national japonais, le Kimi ga yo, est un poème qui fait référence à la mousse.

### Filmographie, vidéographie
- Documentaire Les bryophytes, ces plantes secrètes qui nous entourent ; Durée : 00:31 ; Réalisateur : Benoît Huc